# Carlos Berardi
Carlos Berardi Orizaba (Monterrey, Nuevo León, 10 de octubre de 1859 - ibídem, 5 de abril de 1906) fue un político mexicano. 
Fue hijo del empresario italiano Reynaldo Berardi Verdelli y de Lorenza Orizaba. Fue regidor del Ayuntamiento en 1886 y diputado a las XXIV, XXV, XXVI y XXVIII Legislaturas locales. Fue elegido alcalde primero de Monterrey en 1895, y gobernador interino del Estado de Nuevo León en una de las ausencias del gobernador en turno Bernardo Reyes. Carlos Berardi murió en Monterrey el 5 de abril de 1906.
Su hermana Margarita Berardi Orizaba fue esposa del empresario y también alcalde de Monterrey Adolfo Zambrano Martínez; ambos fueron abuelos de doña Consuelo Lagüera Zambrano, esposa del ingeniero e industrial Eugenio Garza Sada.